# 김성란
김성란 (1951년 5월 8일 ~ ) 은 대한민국의 성우이다. 문화방송 성우극회 소속. 1974년 MBC 공채 6기로 입사했다.

## 출연 작품

### 영화
- 종착역(MBC)
- 나이아가라 연쇄 살인사건(MBC)

## 같이 보기
- 문화방송 성우극회